# Aphantopus borisi
Aphantopus borisi är en fjärilsart som beskrevs av Obraztsov 1936. Aphantopus borisi ingår i släktet Aphantopus och familjen praktfjärilar. Inga underarter finns listade i Catalogue of Life.